# Уэлшман, Хью
Хью Уэлшман (англ. Hugh Welchman; род. 1975) — британский режиссёр, сценарист и продюсер. Основатель кинокомпании BreakThru Films (2002).

## Биография
Родился в 1975 году. Изучал философию, политику и экономику в Оксфордском университете, прежде чем посвятить себя учёбе в Национальной школе кино и телевидения в Лондоне.
С 2001 года он снимал короткометражные фильмы и мультфильмы. Например, «Аплодисменты» и «Самый красивый человек в мире», за который он был номинирован на лучший короткометражный фильм на премии BAFTA в 2003 году. Позднее Уэлшман работал над несколькими лентами, но они не имели значительного успеха.
В 2007 году Хью Уэлшман трудился над визуальными эффектами фильма «Жизнь в розовом цвете».
Наконец в 2008 году за короткометражный анимационный фильм «Петя и волк» (режиссёр: Сьюзи Темплтон), основанный на одноимённом музыкальном произведении Сергея Прокофьева, Уэлшман был удостоен премии «Оскар».
В 2011 году на экраны вышел мультфильм «Волшебная страна», спродюсированный Уэлшманом и его компанией Breakthru Films. Главную роль в нём озвучила известная актриса Хизер Грэм.
В 2017 году Уэлшмэн и его супруга Дорота Кобела создали необычный анимационный полнометражный фильм «С любовью, Винсент» — полностью нарисованный масляными красками на холсте. Он посвящён последним неделям жизни Винсента ван Гога. Разработка финансировалась польским Институтом киноискусства, а переподготовка профессиональных живописцев в художников-аниматоров была частично профинансирована через краудфандинговую платформу Kickstarter.